# محمد جبران
محمد جبران (انگلیسی: Mohamed Jabrane؛ زادهٔ ۲۹ نوامبر ۱۹۷۹) بازیکن فوتبال اهل مراکش بود.
وی همچنین در تیم‌های ملی فوتبال زیر ۲۰ سال مراکش و مراکش بازی کرده‌است.